# 칠성시장역
칠성시장(유니온병원)역(Chilseong Market(Union Hospital)Station, 七星市場驛)은 대한민국 대구광역시 북구 칠성동1가에 있는 대구 도시철도 1호선의 전철역이다. 신천교 하저터널로 신천역과 연결된다. 인근에 유니온병원이 있다.

## 특징
부역명은 MS재건병원이다. 1호선 개통 후 2007년까지는 칠성역(七星驛)이었으나, 칠성시장 관광객 유치와 위상을 높이기 위함과, 역이 칠성동 중심가와 많이 떨어져 있다는 점을 고려하여 2008년 1월 1일에 현재의 역명으로 변경되었다. 칠성시장 안쪽에 역이 있으며, 출구는 칠성교 대현동 방향 끝부분과 칠성시장네거리에 각각 2개씩 설치되어 있다. 또한 칠성시장 안쪽으로 연결되는 엘리베이터가 2번 출구 옆에 설치되어 있다. 4번 출구 끄트머리에서 신천 건너 대현동에 주택지구도 제법 개발이 되어 있고, 칠성시장을 찾는 시민이나 관광객들도 이 역을 많이 이용해서 이용률이 제법 나쁘지 않은 편이다. 지하 3층 규모지만, 신천교 하저터널을 건너가기 때문에 역의 심도는 다소 깊다.

## 역 구조
2면 2선의 곡선 상대식 승강장이 있는 지하역이며, 승강장 벽면 색상은 노란색이다. 출구는 4개로, 모두 칠성동 1가에 소재하고 있다. 승강장에는 스크린도어가 설치되어 있다.
이 역은 곡선의 여파로 인해 승강장과 열차 사이의 단차가 있으므로 승·하차시 조심한다.

### 승강장
| 대구역 ↑ |
| \| 상    |
| ↓ 신천   |

| 상행 | ● 대구 도시철도 1호선 | 반월당 · 중앙로 · 설화명곡 방면      |
| 하행 | ● 대구 도시철도 1호선 | 동대구역 · 반야월 · 안심 · 하양 방면 |

- 반대편 승강장으로 이동할 수 없는 횡단불가 역이다.

## 역사
- 1998년 5월 2일 : 대구 도시철도 1호선 개통과 동시에 칠성역(七星驛)으로 영업 개시
- 2003년 2월 18일 : 중앙로역 화재 사고로 8개월 동안 영업 중단
- 2003년 10월 21일 : 중앙로역 무정차 통과 방식으로 참사 8개월 만에 영업 재개
- 2008년 1월 1일 : 칠성역에서 칠성시장역으로 역명 변경[3]
- 2016년 7월 27일 : 스크린도어 설치

## 역 주변
| 나가는 곳 | 방면 |
| --------- | --- |
| 1         | 칠성동행정복지센터 칠성종합시장 칠성치안센터 대구북부소방서 칠성119안전센터 농협 농협칠성동지점 새마을금고 칠성시장지점 경대교   |
| 2         | 칠성종합시장 동인아파트 |
| 3         | 칠성종합시장 동인아파트 우리은행 칠성동지점                                                                                      |
| 4         | 대현2동 동대구우체국 신천공영주차장 양지맨션 신천가람타운 농협 농협중앙회경북지역본부 대현주공뜨란채아파트 대현 e-편한세상아파트 |

## 사진

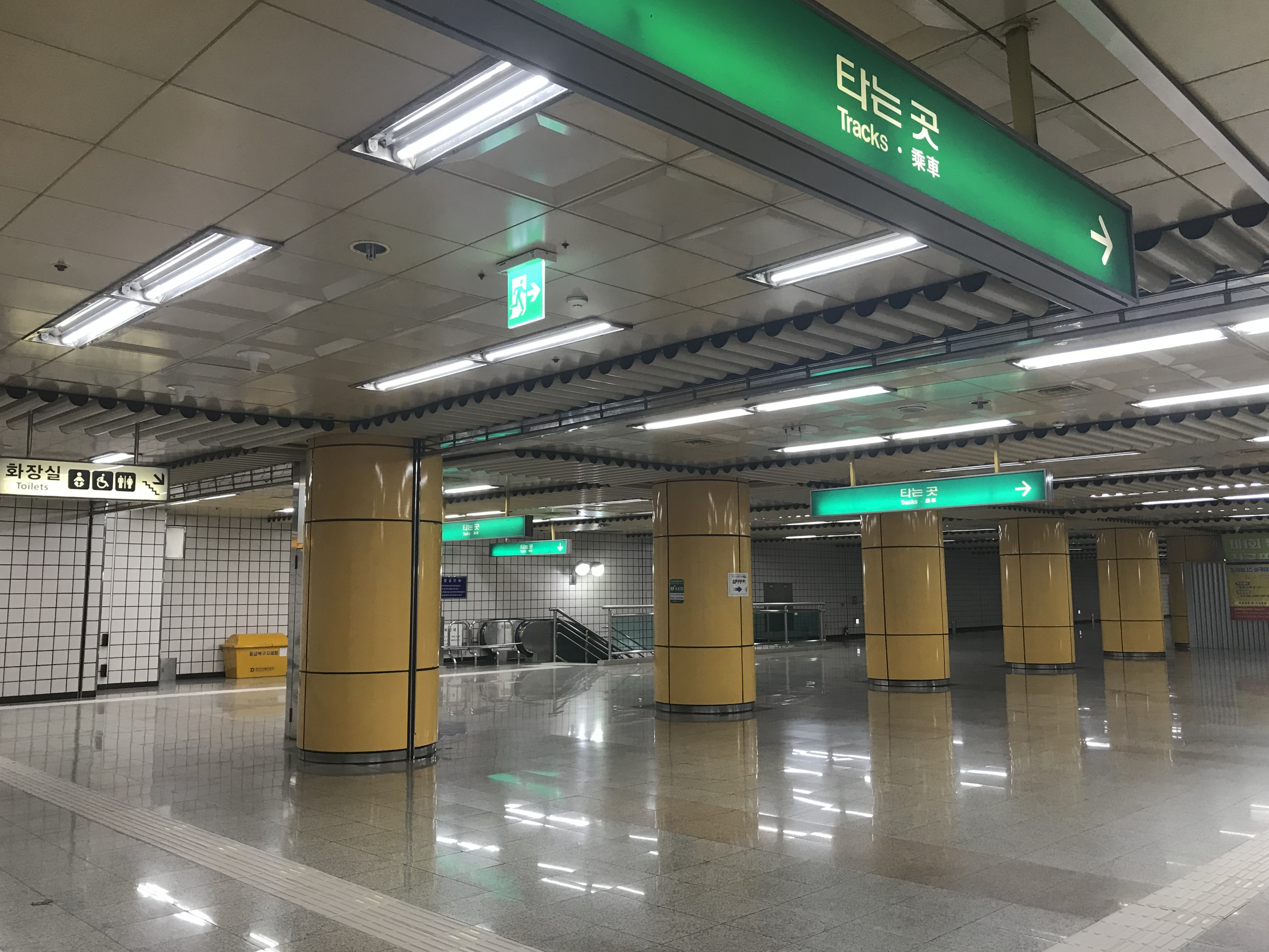
출구 주변
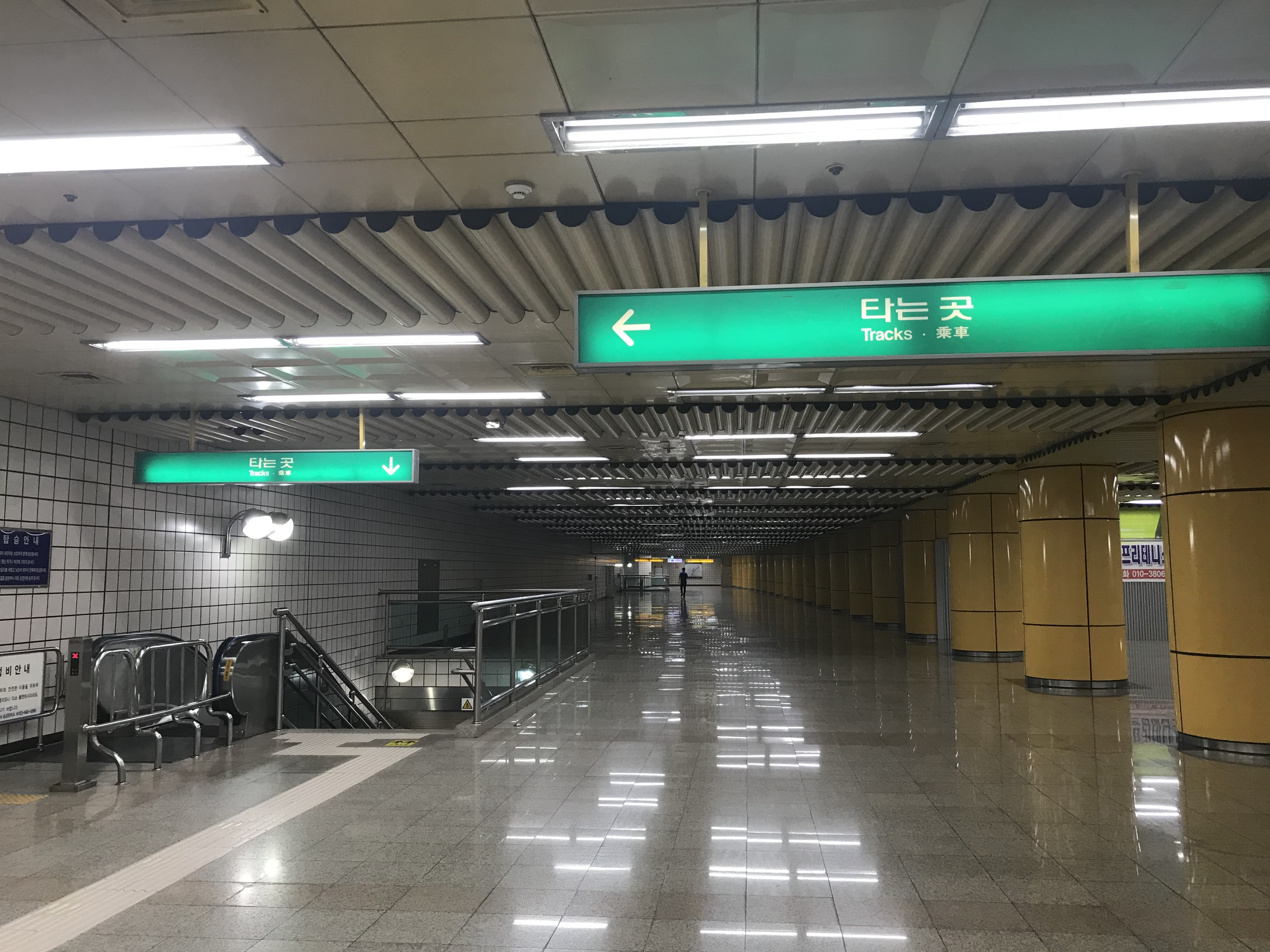

## 승차량 변동
| 노선  | 승차 인원 | 승차 인원 | 승차 인원 | 승차 인원 | 승차 인원 | 승차 인원 | 승차 인원 | 승차 인원 | 승차 인원 | 승차 인원 | 주석  |
| 노선  | 1997년    | 1998년    | 1999년    | 2000년    | 2001년    | 2002년    | 2003년    | 2004년    | 2005년    | 2006년    | 주석  |
| ----- | --------- | --------- | --------- | --------- | --------- | --------- | --------- | --------- | --------- | --------- | ----- |
| 1호선 | 미개통    | 3,468     | 4,625     | 미공개    | 4,495     | 4,663     | 1,298     | 3,959     | 4,038     | 5,579     | [ 4 ] |
| 노선  | 2007년    | 2008년    | 2009년    | 2010년    | 2011년    | 2012년    | 2013년    | 2014년    | 2015년    | 2016년    |       |
| 1호선 | 5,303     | 5,217     | 5,096     | 5,028     | 5,133     | 5,175     | 5,274     | 5,475     | 5,435     | 5,448     | [ 4 ] |
| 노선  | 2017년    | 2018년    | 2019년    | 2020년    | 2021년    |           |           |           |           |           |       |
| 1호선 |           |           |           |           |           |           |           |           |           |           |       |

## 인접한 역
| 대구 도시철도 1호선      | 대구 도시철도 1호선   | 대구 도시철도 1호선 |
| ------------------------ | --------------------- | ------------------- |
| 132 대구역 설화명곡 방면 | ● 대구 도시철도 1호선 | 134 신천 하양 방면  |